# Claricia
Claricia o Clarica fue una miniaturista alemana del siglo XIII. 

## Trayectoria
Es conocida por incluir un autorretrato en un salterio, producido alrededor del año 1200 en el sur de Alemania, y que se encuentra en el Museo Walters de Arte de Baltimore. En el autorretrato se representa a sí misma balanceándose de la cola de una letra Q. Además, inscribió su nombre sobre su cabeza.
Las estudiosas feministas de la literatura y el arte medieval, como Whitney Chadwick y Dorothy Miner, descubrieron el trabajo de Claricia. "La mano de Claricia es solo una de las que intervienen en este manuscrito, lo que lleva a Dorothy Miner a concluir en función de su aspecto - cabeza descubierta, cabello trenzado y una túnica ajustada debajo de un vestido con mangas de forma cónica - que probablemente era una estudiante laica en el convento".
Existe controversia respecto a cuál era la profesión o el rol de Claricia. Eruditas como Miner creen que Claricia era una mujer laica, posiblemente una dama de alto rango, activa en el scriptorium de un convento en Augsburgo. Otras personas expertas, sin embargo, rechazaron esta posibilidad al señalar que el lenguaje empleado en el salmo era despectivo. Ninguna de las teorías está confirmada.